# Structurae
Structurae es una base de datos en línea sobre obras de ingeniera de todo tipo, desde puentes, hasta rascacielos pasando por postes de telecomunicaciones. En octubre de 2009 contaba con 47 000 fichas, más de 100 000 páginas y el número de imágenes ascendía a 140.000.
También hay entradas sobre empresas, entes públicos y organizaciones, así como personas (ingenieros, arquitectos o constructores).
Structurae se nutre de la información y fotografías que aportan cientos de voluntarios, idealmente, y en la mayoría de los casos, acompañados de referencias bibliográficas para satisfacer los estándares académicos.
Nicolas Janberg (1973), empresario e ingeniero de construcción francoalemán fue el fundador del sitio en 1998 después de haber creado un proyecto similar como ayudante en la asignatura Civil Engineering (ingeniería civil) en la Universidad de Princeton.
El sitio dispone de versiones en tres idiomas, inglés, alemán y francés y se financia gracias a los banners publicitarios así como entradas exclusivas para empresas. Funciona bajo ColdFusion, mientras que la base de datos utilizada es MySQL.
Structurae se basa, en lo referente a la estructura de los datos, en el proyecto arquitectónico archINFORM, un proyecto pionero en el registro y reproducción de datos sobre edificios.